# Tomislav Ivančić
Dr. Tomislav Ivančić (30. listopadu 1938, Davor, Jugoslávie  - 17. února 2017, Záhřeb) byl chorvatský kněz, spisovatel, univerzitní profesor, zakladatel hagioterapie    a předseda Centra pro duchovní pomoc.

## Ze života
Po filozofických a teologických studiích v Záhřebu a Římě byl Tomislav Ivančić roku 1966 vysvěcen na kněze záhřebské arcidiecéze. Poté, co získal doktorský titul na papežské univerzitě Gregorianě obhajobou disertační práce na téma "Beznáboženské křesťanství u D. Bonhoeffera", se vrátil roku 1971 do Záhřebu, aby působil jako profesor na teologické fakultě Záhřebské univerzity. Stal se vedoucím katedry fundamentální teologie a spolupracovníkem a členem mnoha redakcí domácích i zahraničních časopisů i členem Svazu chorvatských překladatelů.
Oblast jeho bádání zahrnovala filozofii, teologii a literaturu, zejména však duchovní dimenzi člověka, kde odkrýval možnosti nové evangelizace. Zabýval se ale i rozvojem duchovní terapie, která je vedle somatické a psychiatrické terapie nepostradatelná při celkové léčbě člověka, a to zejména v oblasti duševní patologie a závislostí. Za tímto účelem rozvinul metodu hagioterapie a roku 1990 založil Centrum pro duchovní pomoc, jehož byl představeným.
Od roku 1972 působil jako katecheta studentů a zakladatel modlitebního hnutí v chorvatské církvi. Byl vedoucím četných seminářů pro duchovní obnovu ve vlasti i v zahraničí, vedl přípravu odborníků pro duchovní pomoc a vedoucích evangelizačních seminářů. Jeho odborné články vycházely v mnoha domácích i zahraničních časopisech, řada jeho knih byla přeložena do cizích jazyků.
Od roku 1998 do roku 2001 byl děkanem katolické teologické fakulty Záhřebské univerzity a roku 2001 byl zvolen rektorem této univerzity. V roce 1994 ho papež Jan Pavel II. vybral mezi členy mezinárodní teologické komise, jíž tehdy předsedal tehdejší prefekt Kongregace pro nauku víry, Joseph Ratzinger.